# Patuxai
Le Patuxai est un arc de triomphe du centre de Vientiane, au Laos. Bâti entre 1957 et 1969, il est dédié aux personnes ayant combattu contre la France pour l'indépendance du pays.

## Nom
Le nom lao de l'édifice est ປະຕູໄຊ, transcrit en Patuxai, Patuxay, Patousai ou Patusai suivant les différents systèmes de translittération. Le terme est un nom composé, « Patuu » ou « patu » signifiant « porte » ou « passage », et « xai » signifiant « victoire ». « Patuxai » signifie donc littéralement « Porte de la Victoire ». Il est parfois nommé « Arche de Patuxai » ou « Arc de triomphe de Vientiane », d'après son architecture rappelant l'Arc de triomphe de l'Étoile à Paris.
Le monument s'appelait auparavant Anousavary (ou Anosavari, Anousavali), soit « Mémoire ».

## Caractéristiques
Le Patuxai est situé à l'extrémité de l'avenue Lang Xang au cœur de Vientiane. Le parc Patuxay entoure le monument,,.
L'arche est d'un design typiquement laotien, décoré de créatures mythologiques comme le kinnari (mi-femme, mi-oiseau),,,,,.
Le monument comporte cinq tours qui représentent les cinq principes de coexistence entre les nations du monde. Elles représentent également les cinq principes bouddhistes d'« amabilité réfléchie, flexibilité, honnêteté, honneur et prospérité ».
Le Patuxai compte des portes sur ses quatre côtés, orientés suivant les quatre points cardinaux. La porte Sud-Ouest s'ouvre sur l'avenue Lang Xang, utilisée pendant les parades nationales. Un bassin s'étend devant chaque porte. Ces quatre bassins représentent une section ouverte d'une fleur de lotus (symbolisant la révérence des Laotiens envers les soldats de la nation). Les quatre coins des portes sont ornés de statues d'un roi nâga (symbole mythique du Laos) le représentant projetant un jet d'eau (suggérant la nature, la fertilité, le bien-être et le bonheur) vers les bassins en contrebas. Deux escaliers de béton, en spirale, à l'intérieur du monument traversent chacun des étages jusqu'à son sommet. Le premier étage, aveugle, comprend principalement les bureaux de gestion de l'édifice et les kiosques de souvenirs. Le deuxième étage, également aveugle, comprend un musée exposant des statues et des dessins des héros et héroïnes emblématiques du pays.
Le troisième étage est une terrasse avec une tour à chacun des quatre coins. Ces tours sont décorées de fresques de feuillage. Elles sont également équipées de lampes, allumées pendant la fête nationale et les autres jours fériés importants. Ces petites tours, possédant un ornement similaire à celui d'un temple, sont bâties dans le style laotien et munies d'une flèche. Chaque tour comporte un escalier. Le centre de la terrasse comporte une tour plus large avec également un escalier conduisant au dernier étage. Celui-ci est une plate-forme d'observation permettant une vue panoramique sur Vientiane.
Les jardins entourant le monument sont récents et comportent un système de fontaines musicales, donné par la République populaire de Chine. Ce parc est un lieu populaire pour les visiteurs dans l'après-midi.

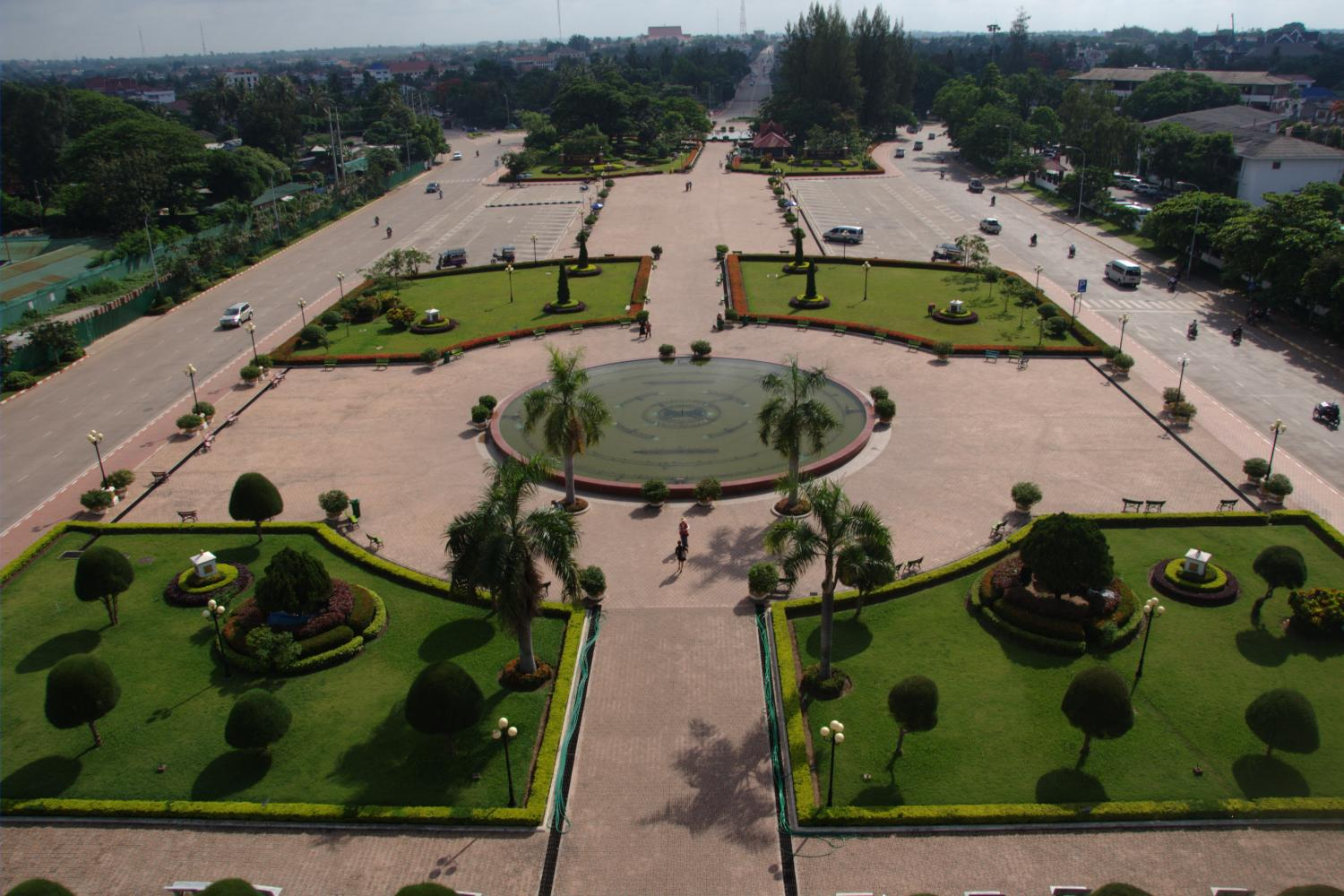
Vue de Vientiane depuis le sommet du Patuxai.

## Historique
Le Patuxai est bâti durant une période troublée de l'histoire laotienne. Il est construit alors que le Laos est une monarchie constitutionnelle et alors nommé simplement Anousavali (« mémoire »), dédié à la mémoire des soldats laotiens morts pendant la Seconde Guerre mondiale et la guerre d'indépendance vis-à-vis de la France en 1949.
Le monument est dessiné par l'architecte laotien Tham Sayasithsena (né en 1914). En 1957, ses plans sont sélectionnés parmi ceux soumis par le département des travaux publics, le département d'ingénierie militaire et de nombreux architectes privés. M.Tham reçoit 30 000 kips pour son travail ; le coût de la construction est estimé à 63 million de kips. L'arche est construite à l'aide de fonds et de ciment américains, destinés à l'origine à construire un nouvel aéroport. Le gouvernement royal laotien choisit de bâtir le monument à la place, ce qui lui vaut le surnom de « piste verticale »,.
En 1975, le Pathet Lao communiste prend le pouvoir et renverse la monarchie. Le parti change le nom de l'édifice en Patuxai en l'honneur de sa victoire,.